# Меніпп Гадарський
Меніпп Гадарський (грец. Μένιππος ὁ Γαδαρεύς; жив у III ст. до н. е.) — філософ-кінік та сатирик, на честь якого названі сатиричні жанри «меніппова сатира» та «меніппея». Його праці, жодна з яких не зберіглася, мали важливий вплив на Варрона та Лукіана, який називав Меніппа разом з Антисфеном, Діогеном та Кратетом одним з найвизначніших кініків.

## Життя
Про життя Меніппа зберіглося мало подробиць. Він був фінікійцем з грецького міста Гадара в Келесирії (сучасна Йорданія). Античні джерела погоджуються на тому, що він був рабом, який служив громадянину з Понту, але певним чином отримав свободу і переїхав до Фів. Діоген Лаертський згадує сумнівну  історію, згідно з якою Меніпп накопичив статки як лихвар, втратив їх та вкоротив собі віку.

## Твори
Меніпп писав сумішшю прози та віршів, проте всі його твори є втраченими. Відомо, що в своїх працях він порушував серйозні питання в дусі глузування, і особливо захоплювався нападами на епікурейців та стоїків. Страбон і Стефан Візантійський називали його «серйозно-комічним» (грец. σπουδογέλοιος, spoudogeloios).
Твори Меніппа справили значний вплив на пізнішу літературу, тому сатиричні жанри «меніппова сатира» та «меніппея» були названі на його честь. Зберіглися деякі фрагменти з твору «Saturae Menippeae» авторства Варрона, які були написані, імітуючи стиль Меніппа. Один з діалогів, приписаних Лукіяну, його наслідувачу, називається Меніпп, але оскільки підзаголовок («Оракул мертвих») схожий на твір, приписаний Меніппу Діогеном Лаертським, було висловлено припущення, що це є відсилкою до твору «Некромантія».
До того ж, Афіней згадує праці, що називаються «Симпозіум» та «Аркесілай», а Діоген Лаертський також згадує «Продаж Діогена» ( грец. Διογένους Πράσει) авторства Меніппа, що, ймовірно, є основним джерелом історії про те, як Діоген Сінопський начебто був захоплений піратами та проданий у рабство.